# Josep Tur i Roig
Josep Tur i Roig (Mataró, 1931 – Castillejo de Mesleón, Segovia, 4 de desembre de 2017) fou un pintor i ceramista català.

## Biografia
Nascut al carrer de Barcelona de Mataró la seva família es traslladà a viure a Argentona durant la Guerra Civil. Autodidacta de convicció, va estudiar a l'Escola d'Arts i Oficis de Mataró. La seva carrera artística començà com a ceramista juntament amb el seu germà Rodolf tot exposant en el bar "La Taverna del Quixot" que inauguraren conjuntament el 1954. En aquesta època arribà a Argentona el Doctor Estil·les que organitzà una exposició amb artistes del moment com Jordi Alumà, Josep Avelló i altres on els germans Tur foren convidats. El 1956 exposà a Barcelona i el 1957 a Mònaco. Aprofitant el premi atorgat per la Direcció Provincial de Belles Arts de Barcelona viatja a Itàlia on guanya un altre premi de pintura jove de la ciutat de Torí.
És amb l'estada a Madrid quan comença a ser reconegut gràcies a les amistats com Antonio Gala que el fa aparèixer a la televisió on pintava en directe els seus galls que eren regalats al públic. A partir d'aquell moment és conegut dins del mon cultural madrileny i per la burgesia de la ciutat cosa que li permet fer grans exposicions. Als anys seixanta ja és un artista reconegut a nivell internacional.
Exposa a moltes altres ciutats tant d'Espanya com de la resta d'Europa i Amèrica (Londres, Roma, Copenhaguen, Milà, Madrid, París, Nova York, Chicago ...). A Amèrica hi exposa des del 1965 al 1974 amb un gran èxit comercial.
Més tard s'estableix en un petit poble de Segovia on es dedicà a pintar les zones de Castella i del nord d'Espanya tot exposant en galeries de Madrid, Valladolid i el País Basc. Allí es relacionà amb els intel·lectuals del territori com escriptors, poetes i altres pintors, tot fent de casa seva un lloc de trobada per a tots ells.
El 1997 la Junta de Castilla i León li va organitzar una exposició antològica d'homenatge al monestir de Nuestra Señora del Prado de Valladolid.
En el seu treball predomina l'espàtula amb traç ràpid. La temàtica és variada però hi destaquen per la qualitat les marines i els retrats de pescadors bascos amb fons obscurs, així com els paisatges segovians. També les curses de cavalls amb els seus joqueis.